# Dominion (serie de televisión)
Dominion es una serie de televisión estadounidense de género dramático creada por Vaun Wilmott. Está basada en la película de 2010 Legion, escrita por Peter Schink y Scott Stewart. Desarrollándose veinticinco años después de los acontecimientos ocurridos en la película, la serie sigue el viaje de un joven soldado rebelde que descubre que él es el salvador de la humanidad. Es protagonizada por Christopher Egan, Roxanne McKee, Luke Allen-Gale y Tom Wisdom. Fue estrenada el 19 de junio de 2014 por el canal Syfy.
El 25 de septiembre de 2014, Syfy renovó la serie para una segunda temporada de 13 episodios.
El 13 de octubre de 2015, Syfy anunció la cancelación de la serie.

## Argumento
Veinticinco años después de que una guerra entre un ejército de ángeles y la humanidad ha transformado al mundo, los humanos han sido capaces de construir ciudades amuralladas y desarrollar tecnología para evitar un nuevo ataque del ejército comandando por el arcángel Gabriel, mientras continúan con la esperanza de que el salvador aparezca. Por otra parte, el arcángel Miguel ha entrenado en secreto al salvador, convirtiéndolo en un soldado de su regimiento. Cuando Alex Lannon, un joven soldado rebelde descubre que él es el salvador de la humanidad su primera reacción es la negación pero tardará poco tiempo en comprender que ahora que su identidad ha sido descubierta debe lidiar con el hecho de que se ha convertido en el principal objetivo de los seguidores de Gabriel, quienes han podido pasar desapercibidos y han burlado la seguridad de la ciudad para encontrarlo, por lo que deberá tener cuidado de aquellos más cercanos a él.

## Elenco

### Personajes principales
- Christopher Egan como el sargento Alex Lannon.
- Tom Wisdom como el arcángel Miguel.
- Roxanne McKee como Claire Riesen.
- Luke Allen-Gale como el principado William Whele.
- Shivani Ghai como Arika.
- Rosalind Halstead como la cónsul Becca Thorn.
- Carl Beukes como el arcángel Gabriel.
- Anthony Head como el cónsul David Whele.
- Alan Dale como el general Edward Riesen.

## Episodios
| Temporada | Temporada | Episodios | Emisión original    | Emisión original     |
| Temporada | Temporada | Episodios | Inicio              | Final                |
| --------- | --------- | --------- | ------------------- | -------------------- |
|           | 1         | 9         | 19 de junio de 2014 | 14 de agosto de 2014 |

| N.º | Título                        | Director      | Guionista                         | Primera emisión      | Audiencia (en millones) |
| --- | ----------------------------- | ------------- | --------------------------------- | -------------------- | ----------------------- |
| 100 | «Pilot»                       | Scott Stewart | Vaun Wilmott                      | 19 de junio de 2014  | 1.96                    |
| 2   | «Godspeed»                    | Rick Jacobson | Vaun Wilmott                      | 26 de junio de 2014  | 1.45                    |
| 3   | «Broken Places»               | Rick Jacobson | Dario Scardapane & Damien Ober    | 3 de julio de 2014   | 1.69                    |
| 4   | «The Flood»                   | Alex Holmes   | Brusta Brown & John Mitchell Todd | 10 de julio de 2014  | 1.62                    |
| 5   | «Something Borrowed»          | Alex Holmes   | Rebecca Kirsch                    | 17 de julio de 2014  | 1.58                    |
| 6   | «Black Eyes Blue»             | Larry Shaw    | Todd Harthan                      | 24 de julio de 2014  | 1.54                    |
| 7   | «Ouroburos»                   | Larry Shaw    | Bryan Q. Miller                   | 31 de julio de 2014  | 1.49                    |
| 8   | «Exiles»                      | Alex Holmes   | Todd Slavkin                      | 7 de agosto de 2014  | 1.54                    |
| 9   | «Beware Those Closest To You» | Allan Kroeker | Darren Swimmer & Todd Slavkin     | 14 de agosto de 2014 | 1.49                    |

## Producción

### Desarrollo
El 26 de julio de 2013, SyFy anunció que estaba desarrollando un piloto basado en la película de 2010 Legion, protagonizada por Paul Bettany. También se anunció que Scott Stewart, quien coescribió y dirigió Legion, dirigiría el piloto y serviría como productor ejecutivo junto a Michel Litvak y David Lancaster. El 4 de diciembre, el piloto fue elegido para desarrollar una serie, que fue estrenada el 19 de junio de 2014.

### Casting
El 5 de septiembre de 2013, se dio a conocer que Christopher Egan, Tom Wisdom y Alan Dale fueron contratados para interpretar a Alex Lannon, el arcángel Miguel y el general Edward Riesen, respectivamente. El 24 de septiembre fueron anunciadas las incorporaciones de Roxanne McKee como Claire Riesen, Luke Allen-Gale como William Whele, Shivani Ghai como Arika y Anthony Head como David Whele.

### Rodaje
Mientras la serie está ambientada en la ciudad de Vega, la que alguna vez fue conocida como Las Vegas, el piloto fue rodado en locaciones en Ciudad del Cabo, Sudáfrica.

## Recepción
Dominion fue recibida con críticas mixtas. En Metacritic, la serie tiene una puntuación de 48 sobre 100, basada en 13 críticas, indicando opiniones "mixtas o promedio". En Rotten Tomatoes, la serie tiene una calificación de 44/100 basada en 18 comentarios, con la lectura de consenso: "empantanado por la exposición, Dominion lucha con el equilibrio de los tropos probados y verdaderos de la ciencia ficción con complicados giros de la trama".
Jesse Scheeden de IGN calificó al piloto de la serie como bueno y le dio una puntuación de 7.5, comentando: "El episodio piloto de Dominion es un debut sorprendentemente sólido para el programa teniendo en cuenta la calidad mediocre de su predecesora en cine y lo tonto que puede sonar la premisa general en el papel. La serie utiliza a Legion como punto de partida básico, pero muestra mucha más ambición narrativa. Algunos de los personajes son demasiado arquetípicos y las actuaciones van desde buenas a mediocres, pero espero que la serie pueda mejorar en aquellos puntos débiles a medida en que la temporada se ponga en marcha".